# William Congreve (schrijver)

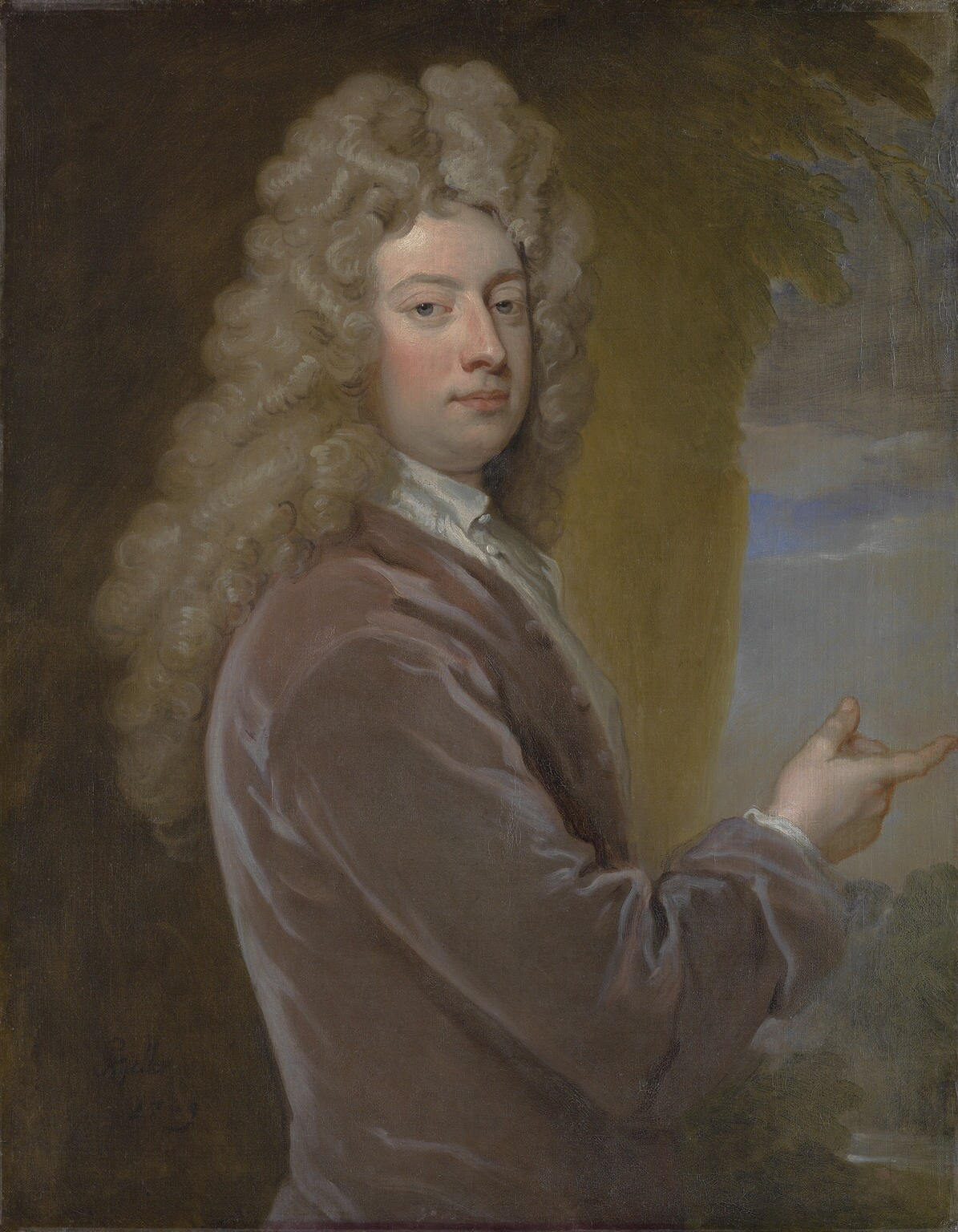
William Congreve (1709)

William Congreve (Bardsey, 24 januari 1670 – Londen, 19 januari 1729) was een Engels toneelschrijver uit de late Restoration (de periode tussen 1660 en 1700, na het herstel van het koningschap onder Karel II). Hij is vooral bekend als auteur van comedy of manners.

## Levensloop
Congreves vader, een luitenant, was in Ierland gestationeerd, en de jonge Congreve ging in Kilkenny naar school; in 1686 ging hij aan Trinity College in Dublin klassieke filologie studeren. Door de nakende Glorious Revolution moest hij in 1688 naar Engeland uitwijken, waarna hij naar Londen verhuisde. In 1691 studeerde hij er recht.
Kort daarop begon hij toneelwerken te schrijven, na in 1692 het prozawerkje Incognita te hebben gepubliceerd. Hij was bevriend geraakt met John Dryden, die hem onder zijn hoede nam en in wiens vertaling van Juvenalis hij een satire voor zijn rekening nam. Naar eigen zeggen had Congreve reeds in 1690 zijn komedie The Old Bachelor geschreven. Met steun van Dryden werd het werk in 1693 opgevoerd, hetgeen Congreves doorbraak betekende. Desalniettemin, en in weerwil van de steun van Dryden, werd zijn daaropvolgende komedie, The Double Dealer, geïnspireerd door Molière en Fletcher, slechts lauw onthaald. Congreve moet, zoals uit de opdracht blijkt, enigszins verbolgen zijn geweest; de geraffineerde intriges die voor zijn stukken zo typerend zijn, werden door een publiek dat platvoerse kluchten gewend was niet steeds enthousiast ontvangen.
In een poging meer op de behoeften van het publiek in te spelen, misschien ten koste van de originaliteit van het stuk, schreef hij in 1695 Love for Love. Dit werd een onverdeeld succes, en Congreves reputatie was definitief gevestigd. In dit stuk schijnt de karakterkleuring duidelijker afgetekend dan voorheen, en hij heeft hiervoor klaarblijkelijk de kunst afgekeken bij Ben Jonson.
The Mourning Bride, uit 1697, is een tragedie in blank vers in plaats van een komedie, maar behoort wel degelijk tot Congreves bekendste stukken. Een wereldberoemd citaat uit dit stuk is: "Heaven has no rage, like love to hatred turned, / Nor hell a fury, like a woman scorned." (derde akte, tweede scene). Gewoonlijk wordt dit samengevat als: "Hell hath no fury like a woman scorned."
Het allermeest bekend is Congreve evenwel als schrijver van The Way of the World. Dit is een van de klassieke stukken uit het Restoration-repertoire, en de doorwrochte plot, menigvuldige intriges en toespelingen verlenen het welhaast een beruchte reputatie. Men kan beweren dat Congreve, met zijn scherpe ironie, ondergravende teneur en bijwijlen opzettelijke obsceniteit, in dit stuk op zijn best was; hij is dan ook op zijn hoogtepunt gestopt.
Jeremy Collier viel Congreve in 1698 wegens diens vermeende immoraliteit aan in A Short View of the Immorality and Profaneness of the English Stage. Congreve riposteerde met Amendments of Mr Collier's False and Imperfect Citations. Men dient deze controverse te begrijpen vanuit de post-puriteinse context van de Engelse 17e eeuw: in wezen is het provocatieve karakter van Congreves toneelstukken, zoals die van verreweg het meeste Restoration-theater, een tegenbeweging tegen de strenge moraal die in de 17e eeuw onder Cromwell hoogtij had gevierd.
Congreve was zich terdege van de kwaliteiten van The Way of the World bewust. Hij had zich in 1700 in een gerespecteerd, elitair milieu weten in te werken, tot zijn beschermers behoorde onder anderen de Earl van Montague, en na Drydens dood in 1700 werd hij in de Kit-Cat Club geïntroduceerd, alwaar hij andere belangrijke schrijvers ontmoette. Als jurist wist hij de fijne details van de wet en de sociale omgang te manipuleren; dit blijkt zowel uit zijn toneelwerk als zijn polemieken — hij sloot eveneens een sluw contract met de uitgever Jacob Tonson.
Congreve had een relatie met de actrice Anne Bracegirdle, maar kwam in latere jaren op goede voet met de Hertogin van Marlborough, en het gerucht deed de ronde dat hij de vader van haar kind was. Dankzij zijn sociale contacten werd hij Secretaris van Jamaica en vergaarde tienduizend pond aan salaris.
Zijn laatste jaren waren ongelukkig. Hij leed aan jicht en begon blind te worden. In 1728 kreeg zijn rijtuig een aanrijding met een ander rijtuig, waarbij hij zwaargewond raakte. In januari 1729 overleed hij aan de gevolgen, enkele dagen voor zijn 59e verjaardag. In zijn testament liet hij via een kunstgreepje zijn fortuin onrechtstreeks aan de hertogin van Marlborough na. Om verdere roddel te vermijden maakte hij echter haar echtgenoot tot uitvoerder. Congreve ligt begraven in de Poets' Corner van Westminster Abbey.
Heel sporadisch wordt heden ten dage nog eens een werk van Congreve opgevoerd, en meestal gaat het om The Way of the World, al dan niet in geadapteerde vorm. De sociale orde en haar conventies zijn uiteraard sterk veranderd; dit doet evenwel geen afbreuk aan de anarchiserende humor die Congreves werk karakteriseert.

## Werken
- 1692 Incognita (proza)
- 1693 The Old Bachelor (geschreven 1690)
- 1693 The Double Dealer
- 1695 Love for Love
- 1697 The Mourning Bride
- 1700 The Way of the World

En enkele verhandelingen, waaronder Amendments of Mr Collier's False and Imperfect Citations.